# فربيون فورسكال
فربيون فورسكال (الاسم العلمي: Euphorbia forskalii) هو نوع نباتي يتبع جنس الفربيون من الفصيلة اللبنية.